# Zulma Rey
Zulma Katherine Ortiz Rey (Bogotá, Colombia, 30 de enero de 1988) más conocida como Zulma Rey es una actriz y modelo colombiana. Participó en proyectos como A mano limpia, Pedro el Escamoso, Pandillas, guerra y paz, Así es la vida, Francisco el matemático y Sin senos no hay paraíso.

## Carrera

### Primeros años y comienzos
Desde los 9 años ingresa a la Casa del Teatro Nacional para iniciar estudios de actuación, tomando variedad de talleres como expresión corporal, manejo de voz y manejo escénico entre otros. Zulma comenzó su trayectoria profesional en el mundo del espectáculo realizando anuncios publicitarios. En 2001 arrancó su carrera como actriz a los 13 años de edad interpreta a Verónica en Pedro el Escamoso 2003 durante su infancia en la telenovela Pandillas, guerra y paz como uno de sus personajes antagónicos, luego trabajó en la telenovela Así es la vida junto a Katherine Escobar.
También interpreta el papel de Jennifer en la telenovela juvenil de RCN A mano limpia. Además ha participado en varias pasarelas y ha entrado al mundo del modelaje colombiano. 
Zulma también ha presentado en varios espectáculos de televisión en Colombia y Ecuador, también trabajó junto a María Adelaida Puerta y Patricia Ércole en Sin tetas no hay paraíso en 2006. 
En 2008 incursiona en el teatro profesional, estrenando en el Teatro Nacional La Castellana la obra Vichirugo, donde realiza el papel protagónico. 
En 2009 trabaja bajo la dirección de Gustavo Bolívar en la versión cinematográfica del libro Sin tetas no hay paraíso.
Dos años más tarde decidió presentarse al casting del elenco de RCN A mano limpia interpretando el papel de «Jennifer Guiza», que es una joven hermosa del barrio donde se desarrolla la trama. A medida que avanzaba el éxito de la serie, Zulma aprovechaba para lanzar su carrera como modelo realizando diversos comerciales durante su embarazo a edad temprana del canal y participando en especiales con su amiga Adelaida López.
Zulma ha modelado en varias pasarela y ha entrado al mundo del modelaje a los 15 años, también ha participado en la revista colombiana Soho junto a otras modelos internacionales y ha recorrido pasarela junto a Taliana Vargas, entre otras.

## Filmografía

### Televisión
| Año       | Título                   | Personaje                    | Canal              |
| --------- | ------------------------ | ---------------------------- | ------------------ |
| 2021      | Lala's Spa               | Ingrid Tatiana Chávez        | Canal RCN          |
| 2020      | Confinados               | La Tati                      | Canal RCN          |
| 2017      | Infieles                 | Viviana Ep: Castigo perpetuo | Canal 1            |
| 2016      | Contra el tiempo         | Lorena                       | Canal RCN          |
| 2016      | Sinú, río de pasiones    | Invitada                     | Caracol Televisión |
| 2016      | Mujeres asesinas         | Dana                         | Canal RCN          |
| 2015      | Mujeres al límite        | Varios personajes            | Caracol Televisión |
| 2014      | La playita               | Ella misma                   | Canal RCN          |
| 2013      | Chica vampiro            | Marilyn Monroe               | Canal RCN          |
| 2010-2013 | A mano limpia            | Jennifer Guiza               | Canal RCN          |
| 2009      | Oye bonita               | July                         | Caracol Televisión |
| 2008-2009 | Sin senos no hay paraíso | Reina                        | Telemundo          |
| 2008      | Asi es la vida           | Invitada                     | Canal RCN          |
| 2007-2008 | Padres e hijos           | Lorena                       | Caracol Televisión |
| 2003-2004 | Francisco el matemático  | Brenda                       | Canal RCN          |
| 2002-2003 | Pandillas, guerra y paz  | Catalina                     | Canal RCN          |
| 2001-2002 | Pedro el escamoso        | Verónica                     | Caracol Televisión |

### Programas
| Año       | Título               | Rol          | Nota |
| --------- | -------------------- | ------------ | ---- |
| 2023-2024 | Hola gente           | Presentadora |      |
| 2023      | MasterChef Celebrity | Participante |      |
| 2022-2023 | Duro contra el mundo | Participante |      |

### Cine
| Año  | Título                   | Personaje | Nota |
| ---- | ------------------------ | --------- | ---- |
| 2014 | Estrella quiero ser      | Lorena    |      |
| 2010 | Sin tetas no hay paraíso | Ximena    |      |

## Premios y nominaciones

### Premios India Catalina
| Año  | Categoría                               | Telenovela o serie | Resultado |
| ---- | --------------------------------------- | ------------------ | --------- |
| 2012 | Mejor actriz o actor revelación del año | A mano limpia      | Nominada  |